# Heteropygas oppilata
Heteropygas oppilata är en fjärilsart som beskrevs av Achille Guenée 1852. Heteropygas oppilata ingår i släktet Heteropygas och familjen nattflyn. Inga underarter finns listade i Catalogue of Life.